# Раковник при Бирчни васи
Раковник при Бирчни васи (словен. Rakovnik pri Birčni vasi) је насељено место у општини Ново Место, регија Југоисточна Словенија, Словенија.

## Историја
До територијалне реорганизације у Словенији био је у саставу старе општине Ново Место.

## Становништво
У попису становништва из 2011. Раковник при Бирчни васи је имао 29 становника.
| Број становника према пописима | Број становника према пописима | Број становника према пописима |
| ------------------------------ | ------------------------------ | ------------------------------ |
| 1991                           | 2002                           | 2011                           |
| 44                             | 35                             | 29                             |

Напомена: До 1953. исказивано под именом Раковник.